# Вашково
Вашково (пол. Waszkowo, нім. Waschke) — село в Польщі, у гміні Понець Гостинського повіту Великопольського воєводства.
Населення — 270 осіб (2011).
У 1975-1998 роках село належало до Лешненського воєводства.

## Демографія
Демографічна структура станом на 31 березня 2011 року:
|          | Загалом | Допрацездатний вік | Працездатний вік | Постпрацездатний вік |
| -------- | ------- | ------------------ | ---------------- | -------------------- |
| Чоловіки | 139     | 37                 | 96               | 6                    |
| Жінки    | 131     | 25                 | 85               | 21                   |
| Разом    | 270     | 62                 | 181              | 27                   |